# 萩原成哉
萩原 成哉（はぎわら なるや、1989年1月8日 - ）は日本の俳優、演出家、脚本家、プロデューサー。劇団「ToyLateLie」主宰。MNOPとして、鵜飼主水と共にユニット活動をしている。

## 来歴・人物
趣味：料理
特技：サッカー、スノーボード
2013年6月、劇団「ToyLateLie」を旗揚げ。Toy(おもちゃ) Late(遅れる) Lie(嘘)という劇団の名前を元に、「大人から子供まで楽しめるおもちゃの様な演劇を作りたい」というコンセプトを掲げ、活動している。
2018年3月、鵜飼主水と共にMNOP（もんどなるやオリジナルプロジェクト）結成。同月に初上演となる朗読劇「始まりの詩」（はじまりのうた）を発表。
2023年6月、脚本・演出に主力を置くためにMNOP本公演「旅立ちの箱」で一旦の俳優活動の休止を発表

## 出演

### 舞台
2013年
- 「トラブル·トラップ·トラベル」演出 原田光規 （2013年8月28日 - 9月1日、中目黒キンケロシアター） - 神田川 役

2014年
- 「十文字鶴子奮戦記」（2014年1月、ウッディシアター中目黒） - 良 役
- 「7EVEN LOVERS」（2014年3月、大塚萬劇場） - 主演・カラス 役
- 「透明少女」演出 まつだ壱岱（2014年6月、新宿村LIVE） - 川又リー 役
- 「ダンスカは千五百秋の夢を見る」（2014年8月、大塚萬劇場） - 永倉 役
- 「キミに逢いたくて」演出 まつだ壱岱（2014年10月、新宿村LIVE） - クレハ 役
- 「Memento Mori」（2014年10月、中野MOMO） - 猿渡 役
- 「うさぎの帝国」演出 白柳力（2014年12月、BIG TREE theater） - 菊池拓也 役

2015年
- 「空飛ぶコーポレーション」演出 原田光規（2015年1月、ザムザ阿佐ヶ谷） - キツツキ 役

- 「ちょいとビターな日曜日」演出 石山英憲（2015年3月、笹塚ファクトリー） - 綿貫 役

- 「ナイゲン」（2015年4月、新宿シアターミラクル） - どさまわり 役

- 「OLDNEON」（2015年5月、BIG TREE theater） - 山野忠 役

- 「トランス」演出 板垣雄亮（2015年7月、space雑遊） - 立原雅人 役

- 「天満月のネコ」演出 伊勢直弘（2015年8月、笹塚ファクトリー） - 弥太郎 役

- 「不知森の神石」演出 原田光規 脚本 まつだ壱岱（2015年10月、六行会ホール） - 主演・山元光基 役

2016年
- 「走馬灯株式会社」（2016年3月、シアターグリーン BOX in BOX THEATER） - 健太 役
- 「いなくなれ、群青」（2016年6月、 LIVESTAGE hodgepodge（ほっぢポッヂ）） - ナド 役
- 「惡の華」（2016年7月、浅草六区ゆめまち劇場） - 小島 役
- 「百瀬、こっちを向いて。/小梅が通る」（2016年11月、LIVESTAGE hodgepodge（ほっぢポッヂ）） - ノボル 役
- 「ロストマンブルース」（2016年12月、テアトルBONBON） - 白鳥雅彦 役

2017年
- 「SOUL FLOWER ver.2017」（2017年2月、西新宿・新宿村LIVE）[3]
- 「リトルマン・メイト」～愛はソーラン、ニシンから守れ～（2017年5月、新宿村LIVE） - ナル 役
- 「Regulation's High!〜驚愕の体育祭〜」（2017年5月、上野ストアハウス） - 皇宇宙 役
- 「追放選挙」（2017年8月、新宿村LIVE） - 絢雷雷神 役
- 「彼女が最期に憂えたこと〜detective of the Victorian era〜」（2017年12月、ワーサルシアター） - ノエル 役

2018年
- 「白いキャンバス」（2018年8月、シアター風姿花伝） - ネル 役
- 「麗しのダンスマスター」（2018年10月、新宿村LIVE） - 笹井会長 役
- 「Letter later」（2018年11月、アトリエファンファーレ高円寺） - おじいちゃん 役

2020年
- 2.5次元ダンスライブ「S.Q.S」 Episode 5「篁志季消失事件」（2020年2月、ヒューリックホール東京） - 蘭子 役

2023年
- ToyLateLie10周年記念第14回本公演「人を泣かす事など簡単だという劇作家が、自分を泣かせる話を書いて欲しいと言われたら書けなかった話」（2023年6月、中目黒キンケロ・シアター） - 西村 役

### ドラマ
- 「外科医 須磨久義」 - 医大生 役
- 「明日の光をつかめ2」 - 準レギュラー・加藤航 役
- 「恋愛検定」 - サッカー部コーチ 役

### イベント
- オッドフェスVol.2（2018年1月、シダックスカルチャーホールＡ）
- オッドフェスDX（2019年６月、シアターサンモール）

## 脚本・演出

### 舞台
主な作・演出作品
- 「マーカライトブルー」全シリーズ（2017年〜2018年）の演出。出演 - 上仁樹・杉江優篤・瀬戸啓太・秋葉友佑

2013年～1015年
- 「彼異なるイサン」（2013年11月、阿佐ヶ谷アルシェ）
- 「もんすたーずしんく」（2013年7月、北池袋新生館シアター）
- 「個室」（2015年2月、中板橋新生館スタジオ）

2016年
- 脚本・演出「思春〜遥かなるオヤジーデ〜」（2016年2月、新宿村LIVE）出演 - 増山祥太・前田亜美・桝井賢斗・楠世蓮

2017年
- 「MARKERLIGHT-BLUE Deeper」（2017年5月3日 - 7日、新宿シアターサンモール）
- 演出「追放選挙」（2017年8月、新宿村LIVE）出演 - 杉江優篤・今出舞・橋本瑠果
- 「MARKERLIGHT-BLUE Crimson」（2017年11月8日 - 12日、新宿村LIVE）

2018年
- 「雨音に消えた白」（2018年１月）出演 - 志村禎雄・吉岡茉祐
- 「MARKERLIGHT-BLUE Blessed」（2018年4月18日 - 22日、CBGKシブゲキ!!）
- 「Wake Up, Girls! 青葉の軌跡」（2018年6月、草月ホール）出演 - 吉岡茉祐・永野愛理・田中美海・青山吉能・山下七海 奥野香耶・高木美佑
- 作・演出「稔」 （2018年7月） 出演 - おだけいすけ・平松可奈子

2019年
- 脚本・演出「青春歌闘劇WAVE」（2019年1月、シアターサンモール）出演 - 上仁樹・日向野祥・瀬戸啓太・こんどうようぢ

2020年
- 脚本・演出「青春歌闘劇notice」（2020年1月、草月ホール）出演 - 日向野祥・瀬戸啓太・こんどうようぢ・阿部快征
- 演出「ツキステ。10幕」（2020年1月、有楽町ヒューリックホール）出演 - 松田岳・秋葉友佑・小笠原健・三山崚行

2023年
- 舞台「新宿羅生門」（2023年9月22日 - 10月1日、こくみん共済coopホール／スペース・ゼロ）

### ドラマ
- 「ぼくのかぞく。」(2023年)